# Adri de Haan
Adriana Paula (Adri) de Haan (Amsterdam, 8 november 1939) is een Nederlands voormalig dijkgraaf en politicus van de PvdA.
Haar vader werkte bij Shell en zelf ging ze na de hbs en een boekhandelsopleiding werken bij een internationale boekhandel. Ze trouwde, kreeg kinderen en rond 1972 verhuisde het gezin naar Lelystad dat toen nog geen vijfduizend inwoners had. Daar raakte ze betrokken bij het 'Politiek Accoord Lelystad' (samenwerking van PvdA, D66 en PPR). Vervolgens kwam ze, aanvankelijk voor die samenwerking en later namens de PvdA, in de adviesraad (voorganger van de gemeenteraad van Lelystad) en toen Lelystad in 1980 een gemeente werd ook in de gemeenteraad waar ze ook wethouder geweest is. In 1990 werd ze benoemd tot dijkgraaf van het Waterschap Schouwen-Duiveland waarmee ze, na Joan Leemhuis-Stout, de tweede vrouwelijke dijkgraaf van Nederland werd. Vanaf november 1995 was ze tevens waarnemend burgemeester van Brouwershaven maar na twee maanden kwam een eind aan die dubbelfunctie want op 1 januari 1996 ging dat waterschap op in het Waterschap Zeeuwse Eilanden. Op 1 januari 1997 kwam ook een einde aan haar burgemeesterschap toen haar gemeente opging in de nieuwe gemeente Schouwen-Duiveland.